# 25-я танковая дивизия (СССР)
25-я танковая дивизия — автобронетанковое соединение РККА Вооруженных Сил Союза ССР, в Великой Отечественной войне.

## История
25-я танковая дивизия сформирована на базе 44-й легкотанковой бригады АБТВ РККА (из Гомеля) в марте 1941 года в ЗапОВО в составе 13-го механизированного корпуса.
44-я легкотанковая бригада вела свою историю от 9-го учебного танкового полка.
25-я танковая дивизия имела хорошо подготовленный личный состав, и основная масса бронетанкового вооружения и техники 13-го мехкорпуса находилась именно в ней.
В наиболее сильном соединении 13-го мехкорпуса 25-й танковой дивизии полковника Н. М. Никифорова было 228 танков и три БА.
25-я танковая дивизия дислоцировалась в районе Бельск-Подлясны.
Из журнала боевых действий войск Западного фронта за июнь 1941 года о группировке и положении войск фронта к началу войны:

22 июня 1941 года

К началу войны войска Западного особого военного округа занимали положение:

13-й механизированный корпус (совершенно неукомплектованный, находящийся в стадии формирования) — штаб корпуса в Бельск-Подляски. Командир корпуса генерал-майор Ахлюстин. 25-я танковая дивизия — в районе Лапы. 31-я танковая дивизия — в районе Боцьки. 208-я моторизованная дивизия — в районе Гайновка.
Количество танков в корпусе — 282.
На 22 июня 1941 года 13-й мехкорпус имел на вооружении 295 лёгких танков (в основном, в составе 25-й танковой дивизии, сформированной на основе легкотанковой бригады). Кроме того, корпусу были переданы несколько средних танков Т-34 и тяжёлых КВ для обучения экипажей (в ходе отступления советских войск на железнодорожных станциях находили составы с новыми танками, предназначенными для формирующихся мехкорпусов Западного фронта); известно также, что 10 июня большое количество командиров танков и механиков-водителей убыло на завод для получения новых танков.
13-й мехкорпус располагался на южном фасе Белостокского выступа во втором эшелоне советских войск.
4 июля 1941 года 25-я танковая дивизия была расформирована.

### Белостокско-Минское сражение
С 22 июня 1941 года 25-я танковая дивизия вела бои на Белостокском выступе.
К полудню немецкая 263-я пехотная дивизия 9-го армейского корпуса прорвалась к Браньску (Брянску), где столкнулась с разведбатом 25-й танковой дивизии 13-го мехкорпуса. На выручку разведчикам направлен корпусной 18-й мотоциклетный полк; его передовой отряд прорвался к Браньску, но основные силы полка были остановлены и отброшены.

## Командование дивизии
Командир дивизии
- полковник Никифоров, Николай Матвеевич[4]

Заместитель командира по строевой части
- полковник Нэмме, Август Андреевич (25 марта — июль 1941)[5]

Заместитель командира по политической части
- бригадный комиссар Устинов, Илья Григорьевич (20 марта 1941 – 4 июля 1941)[6]